# 林区圣雅各布
林区圣约翰是奥地利的施蒂利亚州的哈特贝格县的一个市镇。总面积30.25平方公里，总人口1066人，人口密度35人/平方公里（2012年1月1日）。